# Albano Canazza
Albano Canazza (San Paolo, 3 gennaio 1962 – Bolzano, 7 settembre 2000) è stato un calciatore italiano, di ruolo difensore.

## Carriera
Nato in Brasile, si trasferì all'età di nove anni a Bolzano, dove cominciò a giocare nella squadra del quartiere Don Bosco (Virtus Don Bosco). Adolescente passò prima allo Juventus Club Bolzano, poi alle giovanili dell'AC Bolzano. Esordì con i biancorossi in Serie C2, e vi rimase fino al 1980, quando fu acquistato dal Como. Rimase tre stagioni coi lariani, collezionando 5 presenze in Serie A.
Nella stagione 1984-1985 fu all'Ospitaletto e con la locale squadra chiuse al 3º posto la stagione di Serie C2. Dal 1986 al 1988 tornò al Bolzano, per poi militare in serie minori con l'Ulten (Ultimo). Nel 1993 si ritirò dal calcio giocato e tornò in Brasile.
È tornato a Bolzano nel 1998. Nel 1999 si risposa a Bolzano con una ragazza conosciuta in Brasile nel 1996. Nel 2000 muore per insufficienza respiratoria causata dalla Sclerosi laterale amiotrofica di cui soffriva e che gli era stata diagnosticata nel luglio 1997.
Nel 2002 il comune di Bolzano ha dedicato a Canazza una delle tribune dello stadio Druso (l'altra è dedicata ad un altro giocatore scomparso, Christian Zanvettor).
Ha avuto due figli, Manuel e Denis, nati dal suo primo matrimonio.

## Palmarès

### Club

#### Competizioni regionali
- Promozione: 1

Bolzano: 1986-1987